# Congrès national pour la liberté
Der Congrès national pour la liberté (CNL) ist eine politische Partei in Burundi, die 2018 gegründet wurde. Sie wird von Agathon Rwasa geleitet, einem ehemaligen Vorsitzenden der Hutu-Rebellenbewegung Conseil national pour la défense de la démocratie – Forces de défense de la démocratie (CNDD-FDD).

## Geschichte
Der Congrès national pour la liberté wurde am 12. September 2018 von Agathon Rwasa gegründet. Im Mai 2020 wurde die CNL als offiziell registrierte Partei anerkannt und konnte bei den Parlamentswahlen im Mai und Juli 2020 erfolgreich antreten. Sie gewann mehrere Sitze in der Nationalversammlung (Assemblée Nationale du Burundi) und im Senat und stellt die offizielle Opposition gegen die regierende CNDD-FDD.

## Programm
Die CNL hat sich zum Ziel gesetzt, die politische und soziale Entwicklung Burundis zu fördern und einen Wandel in Richtung Demokratie, Frieden und Wohlstand zu erreichen. Sie hat eine multiethnische Basis und setzt sich für die Gleichstellung der Hutu und der Tutsi ein.
Die CNL hat sich kritisch zur Regierungsarbeit geäußert und fordert unter anderem eine Verbesserung der Menschenrechtslage, eine Stärkung der unabhängigen Gewaltenteilung und eine Lösung der langjährigen ethnischen Spannungen im Land.
Die CNL hat immer wieder internationale Unterstützung erhalten, insbesondere von der EU und den USA. Sie hat sich auch aktiv an der Regionalen Interburundischen Dialoginitiative beteiligt, die von der Afrikanischen Union und anderen internationalen Akteuren unterstützt wird und die Ziele hat, die politische Krise in Burundi zu lösen sowie den Frieden und die Stabilität im Land wiederherzustellen.

## Kritik
Internationalen Beobachter werfen der CNL vor, dass sie nicht genug unternommen hat, um sich von der Gewalt ihres früheren Führers Agathon Rwasa und der Hutu-Rebellenbewegung CNDD-FDD zu distanzieren.